# Wassili Iwanowitsch Grigorowitsch

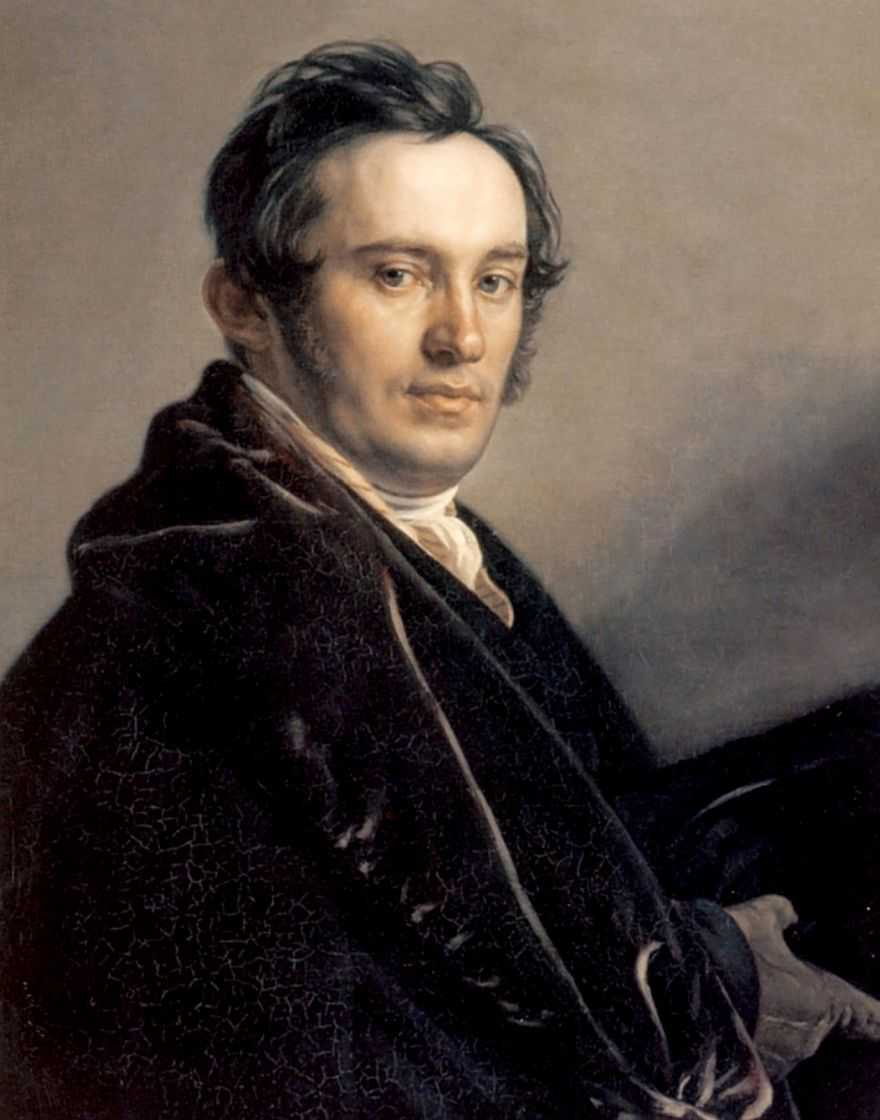
Wassili Grigorowitsch 1818

Wassili Iwanowitsch Grigorowitsch (russisch Василий Иванович Григорович, ukrainisch Василь Іванович Григорович Wassyl Iwanowytsch Hryhorowytsch; * 1786 in Pyrjatyn, Russisches Kaiserreich; † 3. Maijul. / 15. Mai 1865greg. in Sankt Petersburg, Russisches Kaiserreich) war ein russischer Kunstkritiker und Kunsthistoriker ukrainischer Herkunft.

## Leben
Wassili Grigorowitsch kam 1786 in Pyrjatyn in der heutigen ukrainischen Oblast Poltawa zur Welt und absolvierte 1803 in Kiew die Mohyla-Akademie.
Seit 1824 nahm er in Sankt Petersburg aktiv an der Arbeit der Gesellschaft zur Förderung der Künstler teil und zwischen 1829 und 1854 war er deren Sekretär. 
Ab 1828 war Grigorowitsch Professor und von 1829 bis 1859 war er Konferenzsekretär der Kaiserlichen Kunstakademie Sankt Petersburg.
1823 war Grigorowitsch Herausgeber der ersten russischen Kunstzeitschrift "Magazin der Feinen Kunst" (Журнал изящных искусств).
Von 1839 an war er aktives Mitglied und ab 1841 Ehrenmitglied der Petersburger Akademie der Wissenschaften.
Grigorowitsch war seit 1835 mit Taras Schewtschenko bekannt, als dieser seine Zeichnungen bei der Gesellschaft zur Förderung der Künstler einreichte und dort die Zeichenklasse besuchte. Grigorowitsch war aktiv an der Befreiung Schewtschenkos aus der Leibeigenschaft beteiligt, sodass Schewtschenko ihm, im Gedenken an den Tag seiner Befreiung, 1841 das Gedicht Die Hajdamaken widmete.